# Động cơ đồng bộ

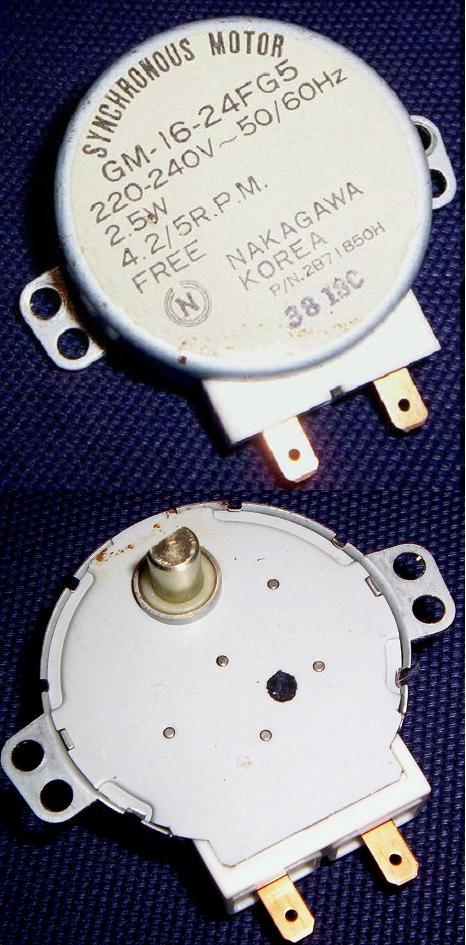
Động cơ đồng bộ có hộp số dùng lò vi sóng (đường kính 50mm)

Động cơ đồng bộ là động cơ mà có tốc độ quay của rotor bằng tốc độ quay của từ trường.
Tốc độ quay của rotor được xác định bằng công thức sau:
{\displaystyle v={60\times {f} \over {n}}}
với {\displaystyle v\,} là tốc độ của rotor (đơn vị rpm), {\displaystyle f\,} là tần số của dòng điện xoay chiều vào (bằng Hz) và {\displaystyle n\,} là số cặp cực từ.
phân loại: cơ sở để phân loại máy điện đồng bộ:
- theo chức năng người ta phân thành: máy phát;động cơ; máy bù đồng bộ
-theo số pha: máy đồng bộ 1 pha; máy đồng bộ ba pha
-theo công suất: máy đồng bộ công suất nhỏ; máy đồng bộ công suất trung bình;máy đồng bộ công suất lớn.
theo cấu tạo rotor: máy đồng bộ cực lồi; máy đồng bộ cực ẩn.
cấu tạo: máy điện đồng bộ cũng như máy điện khác,gồm có 2 phần: phần quay,và phần tĩnh.Cuộn kích từ có thể đặt ở roto hoặc stato nhưng do khó khăn về gia công (do sử dụng nhiều tiếp xúc điện như: chổi than,vành trượt...) nên phần lớn các máy đồng bộ có cuộn kích từ đặt ở roto,chỉ một số trường hợp đặc biệt thì cuộn kích từ mới đặt ở stato (khi đó phần cảm lại là phần tĩnh (stato),còn roto đóng vai trò là phần ứng)
1/Stato: gồm vỏ lõi và dây quấn.
-vỏ làm bằng thép đúc,có nhiệm vụ bảo vệ mạch từ và cùng với tấm chắn để bắt chặt tất cả các phần khác vào máy.Trên vỏ có gắn biển máy.
Lõi stato: được chế tạo hoàn toàn giống như lõi stato của máy điện dị bộ 
dây quấn phần ứng như dây quấn 3 pha (stato,hay roto) của máy điện dị bộ.
2/Roto: nếu phần quay là phần cảm (đặt cuộn kích từ) thì nó gồm: lõi và dây quấn.Trong trường hợp này roto có hai loại: cực lồi và cực ẩn.
loại cực lồi: thì trục ngang (q) vuông góc 90 độ với trục dọc.Dây quấn được quấn xung quanh cực từ. Ở máy lớn thì trên cực còn xẻ rãnh để đặt cuộn ổn định (MF) hay cuộn khởi động (ĐC).Ở máy cực hiện thì tốc độ quay thấp (nếu cao sẽ không đảm bảo độ bền cơ khí).
- Loại cực ẩn: người ta xẻ rãnh ở 2/3 chu vi roto. khi đó trục của rãnh lớn gọi là trục dọc (d).Rôto của loại cực ẩn thường làm bằng thép chất lượng cao để đảm bảo lực ly tâm (vì cực ẩn thường có số cặp cực p bằng 1 nên vòng dây quay lớn) khi tốc độ lớn.
Ngoài ra,trên roto còn đặt vành trượt và chổi than
- Sự phân bố cảm ứng từ trong khe khí phụ thuộc vào hình dạng phần cuối của cực từ.Vậy nên khe khí trong máy cực lồi sẽ được chế tạo như sau: độ rộng khe khí sẽ được sẽ được tăng dần theo chiều rộng của mặt cực.
- khe khí của máy đồng bộ lớn hơn nhiều so với máy dị bộ vì ở máy di bộ khe khí phải giảm nhỏ để giảm dòng không tải. Khe khí máy đồng bộ khoảng 0,5 - 5mm